# El príncipe feliz y otros cuentos
El príncipe feliz y otros cuentos es una colección de cuentos publicada en 1888 por Oscar Wilde. Contiene cinco cuentos, de los cuales algunos, son conocidos mundialmente como «El gigante egoísta», «El ruiseñor y la rosa»,

## Contenido

### "El príncipe feliz"
El "Príncipe Feliz" es una estatua admirada por todos en la ciudad, está cubierta con hojas de oro y piedras preciosas. Una noche, una golondrina que está migrando para Egipto se detiene al pie de la estatua del Príncipe para descansar y lágrimas empiezan a caer de la estatua: el Príncipe no está feliz ahora que puede ver todas las miserias de su ciudad y pide ayuda a la golondrina para auxiliar a los pobres. Noche tras noche la golondrina despojará la estatua del oro y las piedras que la recubren, para luego dárselas a los pobres y necesitados que el Príncipe le indica.
Con la llegada de la nieve, el Príncipe, ahora despojado de sus ornamentos, no es más que una fea estatua, y para la golondrina ya es muy tarde para migrar y muere a los pies de la estatua.
A la mañana siguiente, el alcalde, al notar la estatua desnuda y gris, decide fundirla para hacer otra estatua, y manda a botar a la basura la golondrina muerta; el corazón de plomo de la estatua no se funde y es arrojado a la basura, junto a la golondrina. Pero esto no es el final porque Dios le pide a un ángel que le traiga las dos cosas más preciosas de la ciudad. Pronto el ángel le trae el corazón de plomo del Príncipe y el cuerpecito de la golondrina, y Dios lo alaba por su elección y premia a la golondrina y al Príncipe allá en el Paraíso.

### «El ruiseñor y la rosa»
La historia trata de un joven estudiante enamorado de una chica. Necesitaba una rosa roja para impresionarla y que así ella fuera al baile con él. Sólo tenía rosas blancas en su jardín, entonces se puso a llorar. Un ruiseñor le vio y este, ilusionado con la idea de que el joven pueda encontrar el amor verdadero, toma la decisión de sacrificar su vida para teñir una rosa roja con su propia sangre. El joven toma la rosa y se la lleva a la chica, pero esta lo rechaza argumentando que ya otros le habían dado mejores regalos y que esa rosa no valía la pena.

### «El gigante egoísta»
Un gigante, después de una larga ausencia, regresa a su jardín y encuentra que muchos niños están jugando felices allí. Enfurecido, decide no permitir que nadie más entre al jardín, por lo que ahuyenta a todos los niños y construye un muro alrededor del jardín.
Luego llega la primavera a la ciudad, pero no al jardín del Gigante, donde la nieve, el viento frío y helado continúan. Un día, desde su cama, el Gigante oye el canto de un pajarito y le parece la canción más hermosa que jamás haya escuchado, así que mira hacia afuera y ve que la primavera finalmente ha llegado también a su patio: algunos niños han logrado entrar por las aberturas del muro y están trepando a los árboles, entre ellos está un pequeño niño que no logra treparse a un árbol, el Gigante lo ayuda y el niño agradecido le da un beso al Gigante.
El Gigante entiende que ha sido muy egoísta y derriba el muro del jardín para que los niños puedan jugar junto con él, pero nunca vuelve a ver al pequeño niño que le dio un beso, hasta muchos años después.  En un día de invierno ve en su jardín, un árbol cubierto de flores blancas se acerca y allí está el niño: en realidad es el pequeño niño Jesús que viene a buscarlo para que el Gigante juegue en su jardín, que es el Paraíso. Cuando los niños entraron al jardín esa tarde, encontraron al Gigante muerto, tirado en el suelo, cubierto de flores blancas y con una gran sonrisa en el rostro.

### "El amigo fiel"
La historia habla sobre dos "amigos". Uno de ellos, Hans, es manipulado por su amigo Hugo, quien se lleva las flores que el primero cultiva en su jardín y a cambio solo le da una carretilla vieja. Hugo siempre se aprovecha de Hans, hasta el final, cuando lo manda en medio de la noche a buscar un médico y Hans muere. Hugo le reprocha que se haya muerto y lo haya dejado sin un amigo.

### "El famoso cohete"
Cuenta la historia de un cohete engreído, que se consideraba mejor que los demás juegos pirotécnicos. En una conversación él hace alarde de lo maravilloso que fueron sus padres y no deja de hablar sobre sus magníficas cualidades y sobre el momento cumbre en que explotará y el mundo entero quedará asombrado ante su majestuosidad, acto que quedará grabado en la memoria de todos los que tengan la dicha de verlo. Sin embargo, esto nunca ocurre. Pues el futuro le depara un final muy diferente.